# Attack of the Graske
"Attack of the Graske"는 영국의 SF 드라마 《닥터 후》의 미니 에피소드이다. 2005년 12월 25일 BBC 레드 버튼에서 처음 방송되었으며, 시청자가 참여하여 이야기가 진행되는 쌍방향 형식으로 제작되었다. 방송 후에는 닥터 후 공식 홈페이지에서 온라인 게임으로 플레이할 수 있었다.

## 줄거리
타디스 문을 열고 시청자를 맞이한 10대 닥터는 여러분들이 자신을 지켜봐온 만큼 자신도 여러분들을 가끔 봐왔다며, 자신과 함께 다음 모험으로 데려가고 싶을 만큼 감동받았다고 말한다. 현재 동행자인 로즈 타일러는 1979년 웸블리 스타디움의 ABBA 콘서트에 데려다 놓고 왔다고 말한 닥터는, 시청자의 텔레비전 리모컨에 자신의 소닉 스크류드라이버를 쏘아 링크한 다음, 앞으로의 모험에 시청자도 리모컨 버튼을 눌러 도울 수 있도록 만든다.
시작에 앞서 닥터는 타디스의 스캐너 화면을 통해 거실에 모여 즐거운 크리스마스를 보내고 있는 6인의 가족을 보여준다. 그리곤 겉보기엔 평범한 가족이지만 이들 중 한 명은 인간의 모습을 한 외계인이라고 밝힌다. 시청자는 TV 화면 시점과 크리스마스 선물로 딸의 손에 들린 디지캠 시점의 두가지 시점을 번갈아 보면서, 과연 누가 외계인인지 찾아달라고 말한다.
단란한 가족의 풍경이 진행되는 가운데 엄마의 눈동자가 몇 초 정도 빛을 내면서 숨어든 외계인임을 밝힌다. 이내 엄마는 부엌에서 아버지와 단둘이 있게 되고, 조그만 외계인이 부엌 식탁 위에 순간이동하는데, 손에 들고 있던 기기를 써서 아빠를 사로잡는다. 닥터는 시청자에게 저 외계인이 그래스크 (Graske)라면서, 어느 한 행성의 생명체들을 하나 하나 대체하면서 잠식해 나가는 종족이라 설명한다. 순식간에 아빠의 영혼을 앗아간 그래스크는 순간이동을 하고, 엄마와 아빠는 똑같이 눈을 빛낸다.
닥터가 역사 속 그래스크의 흔적의 추적에 나서면서 시청자는 타디스 콘솔을 조종하게 된다. 닥터의 요구에 따라 볼텍스 루프, 차원 안정기, 벡터 추적기를 순서대로 선택하면 타디스가 가동을 시작, 120년 전 빅토리아 시대의 영국 어딘가에서 얼쩡거리는 그래스크를 뒤쫓아 간다. 이 과정에서도 시청자는 타디스 스캐너의 화면에 표시된 지도상에서 그래스크의 DNA가 감지되어 깜빡이는 지점을 한차례 한차례씩 짚게 된다. 런던 중심부 홀본 지역의 하이홀본이란 동네까지 위치가 확대되고, 1883년 크리스마스날에 도착한 시청자는 광장 일대를 빠르게 돌아보며 숨어있는 그래스크를 찾아야만 한다.
상자 뒤에서 발견된 그래스크는 거리의 어린 부랑아를 납치하여 잠식하고, 새 아이로 바꿔치기한다. 그래스크를 추적한 닥터는 시청자와 함께 그리포스 행성에 있는 그래스크 기지로 가서 그 속으로 안내한다. 통로를 지나면서 총 세 개의 에어락이 걸려 있는데 문마다 숫자와 모양으로 꾸며진 퍼즐로 잠겨 있다. 이것을 모두 풀고 나면, 시청자는 마침내 형상 정지용 캡슐로 가득한 구역에 도착한다. 그곳에서 그래스크는 복제본의 유지를 위해 원본 희생자를 가둬두고 있었으며, 그들의 최종 목표는 온 우주의 살아있는 지능 생명체를 자신들의 복제품으로 바꿔치기하려는 것임이 드러난다.
그런데 다음 순간 시청자는 기지 침입 사실을 들키는 바람에 그래스크의 총탄을 피해 몸을 숙이게 된다. 그래스크가 온 방에 총탄을 난사하면서 슬리딘이 캡슐에서 풀려나게 되고, 복수심에 불타 자신을 가둔 그래스크를 뒤쫓아 간다. 시청자는 텔레포트 장치를 역으로 되돌려, 납치된 생명체 전부를 제 시공간에 돌려놓을 것이냐, 아니면 그래스크의 정지용 캡슐을 조작하여 그래스크는 물론 기지 내 모든 생명체를 정지시킬 것이냐의 마지막 중대한 결심의 기로에 서게 된다.
이 때의 선택지에 따라 전개되는 엔딩으로는 두 가지가 존재하는데, 맨 처음에 보여준 크리스마스날의 가정이 어떻게 변했는지를 보여준다.
- 시청자가 그래스크 기지 전체를 정지시켜 버리는 쪽을 택하면, 말 그대로 그래스크와 희생자 전원이 갇혀버린다. 그래스크가 복제시킨 엄마와 아빠는 정신연결이 끊겨 기계적인 말투로 가족들을 대하게 된다. 부모님이 크리스마스를 망쳐버리는 줄로만 안 딸은 자신의 방으로 들어가 버린다.
- 시청자가 희생자들을 원래 위치로 되돌려 놓는 쪽을 택하면, 모든 캡슐이 텅 빈 모습을 목도하게 된다. 개리 글리터의 "Another Rock And Roll Christmas"를 배경음악으로 엄마와 아빠가 집에서 가족들과 함께 화목하게 파티를 즐기는 모습이 잠깐 스쳐 지나가고, 가족들의 크리스마스는 물론 온 우주를 구하게 된다.

닥터가 시청자를 집으로 데려다 주고 나면, 프로그램 내내 시청자가 맞는 선택지를 골랐는지에 따라 '점수'를 합산한다. 이 시청자의 점수에 따라 닥터가 건네는 말이 달라지는데, 점수가 잘 안 나왔다면 아직 동행자 노릇 하기엔 부족하지만, 아주 못한 건 아니니 한번 다시 해보라는 말을 하고, 점수가 잘 나왔다면 나중에 또 불러서 우주를 구하러 갈지도 모르겠다며 시청자의 활약에 감동받았다는 말을 한다.
이후 닥터는 시청자의 리모컨에서 소닉 스크류드라이버로 주입했던 기능을 다시 회수하곤, 로즈를 데리러 가기 위해 타디스를 다시 가동한다. 이 때 마지막으로 닥터가 "ITV로 채널 돌리면 은하가 파멸할 지도 몰라요"라며 BBC로 채널 고정하라는 농담을 날리는 것으로 에피소드가 끝이 난다.

## 제작
닥터 후 시리즈에서는 유일하게 시청자가 선택지를 고르면서 이야기가 진행되는 인터랙티브형 에피소드로, BBC 방송과 닥터 후 홈페이지를 통해 제공되었다. 뉴시즌의 다른 에피소드와는 달리 4:3 화면비로 방송되었다. 
제작 당시 에피소드의 가제는 〈Changeling World〉였으며, 총괄 프로듀서를 맡은 줄리 가드너는 《닥터 후 매거진》과의 인터뷰에서 이 에피소드를 제작하면서 새로운 외계인 빌런과 세트장, 특수효과를 동원했고, "정교하고도 정성을 다했다"는 소감을 밝혔다. 또 프로그램 제작을 위해 웨일스 카디프베이의 석탄 거래소와 마운트 스튜어트 스퀘어에서 로케이션 촬영이 진행됐다.
각본을 맡은 개러스 로버츠는 닥터 후의 스핀오프 드라마인 《사라 제인 어드벤처》에서 여러 에피소드의 각본을 맡은 바 있고, 닥터 후에서도 훗날 "The Shakespeare Code", "The Unicorn and the Wasp", "Planet of the Dead" (공동 각본), "The Lodger", "Closing Time", "The Caretaker" (공동 각본) 등의 에피소드 각본을 맡기도 했다.
에피소드 시작 전에 나오는 카운트다운은 갈리프레이 문자를 기반으로 아라비아 숫자와 닥터 후 소설판 (뉴 시리즈 어드벤처)에서 등장하는 갈리프레이 고유 숫자가 동시에 표시된다. 다만 에피소드 도중 시청자가 선택지를 고르면서 나오는 숫자는 갈리프레이 숫자 없이 그냥 아라비아 숫자로만 표기된다.